# 姚庆祥
姚庆祥（1929年2月19日—1951年8月19日），又名姚清祥，山东即墨人，中国人民志愿军烈士，朝鲜战争停战谈判期间在开城中立区遭美韩武装人员袭击身亡。

## 生平
1929年2月19日，姚庆祥出生于山东省即墨县鳌山卫镇姚家庄（今山东省青岛市即墨区鳌山卫街道姚家庄村）的一个贫农家庭里，10岁丧父，12岁随母亲兄嫂逃荒到东北，在延边、抚顺等地煤矿做苦工。
1945年7月（一说10月），姚庆祥加入八路军。1948年6月加入中国共产党，先后获得“模范党员”称号和“艰苦奋斗”奖章。1950年10月，加入中国人民志愿军，作为第47军139师侦察营的一员开赴朝鲜前线。
1951年7月，朝鲜战争交战方开始第一次谈判，姚庆祥奉命调任朝鲜开城中立区军事警察排长，率领一个排在板门店、松古洞、本松里一带警戒巡逻，保卫中立区和各方代表安全。期间姚庆祥及其他战士严守纪律，住在松古洞的草棚、坑洞中，受到当地朝鲜民众爱戴。8月18日夜，美军、李承晚军为破坏谈判，派出30余名武装人员潜入中立区，在松古洞民房潜伏。8月19日凌晨，姚庆祥与战士在松古洞巡逻时，美、李武装人员向其放了一发冷枪，姚庆祥立即向枪声方向包抄，并要求战士严守中立区不准开枪的规定，设法追捕对方，而后遭对方连发数枪中弹倒地。姚庆祥遂令其他战士通知其他巡逻组赶来增援，而后在与对方搏斗时头部被连开两枪身亡。美、李武装人员抢走其武器、衣帽后逃脱。
姚庆祥牺牲后，松古洞全村民众绝食一天抗议，中朝人员为其开办追悼会，将其安葬在朝鲜，在开城善竹桥附近为其立纪念碑。1953年10月，志愿军政治部追认其为一等功臣，并授予“和平战士”称号。1954年，山东省人民政府、山东省抗美援朝分会在其家乡姚家庄修建和平战士姚庆祥纪念祠，志愿军政治部主任杜平为姚庆祥纪念碑撰写碑文。1980年重修扩建，现名“姚庆祥烈士纪念馆”。